# HD 189377
HD 189377，又名BD+41 3549，SAO 49031、HR 7638，是一颗恒星，视星等为6.43，位于銀經77.36，銀緯6.79，其B1900.0坐标为赤經19h 54m 34.4s，赤緯+41° 6.79′ 26″。